# Enrique I Embriaco
Enrique I Embriaco o Enrique I de Gibelet (después del 1 de octubre de 1214 - antes del 2 de junio de 1271) fue señor de Gibelet en el Condado de Trípoli.
Fue el hijo de Guido I de Gibelet y Alix de Antioquía. Después de la muerte de su padre en 1238 heredó el señorío de Gibelet.

## Matrimonio y descendencia
Enrique estaba casado desde 1250 con Isabel de Ibelín, hija de Balián de Ibelín, señor de Beirut y Eschiva de Montbéliard. Con ella tuvo cinco hijos:
- Guido II (fallecido en 1282), se casó con Margarita de Sidón, hija de Julian Grenier, señor de Sidón
- Juan (fallecido en 1282)
- Balduino (fallecido en 1282)
- Balián (fallecido en 1313)
- María (fallecida antes de 1290), se casó con Balián II Grenier, señor de Sidón

## Conflicto con el conde de Trípoli
En la Guerra de San Sabas en 1256, Enrique recordó el origen genovés de su familia y envió tropas en ayuda de los genoveses a Acre. Así fue en contra de la expresa prohibición de su señor Bohemundo VI de Antioquía-Trípoli. El propio Bohemundo estaba tratando de permanecer neutral, pero simpatizaba con los venecianos, y su enemistad con la familia de los Embriaco lo forzaron a combatir. Para 1261 la aversión de Bohemundo a su vasallo Enrique había estallado una guerra abierta. Enrique no sólo se había vuelto contra la soberanía de Bohemundo sino que se hizo con la ayuda de los genoveses totalmente independiente, pero su primo Bertrand, el líder de la rama más joven de la familia Embriaco, atacó a Bohemundo hasta en la misma Trípoli. La disputa se prolongó hasta después de la muerte de Guido en 1271 y sólo en 1282 el sucesor de Bohemundo VI conquistó el castillo de Gibelet, y los hijos de Enrique Guido II, Juan y Balduino fueron ejecutados.